# Leona Lewis
Leona Louise Lewis (*3. dubna 1985, Londýn) je britská zpěvačka a autorka hudebních textů, které v cestě k profesionální pěvecké kariéře pomohlo vítězství ve třetí sérii britské verze pěvecké soutěže The X Factor z roku 2006.
Předtím pracovala jako recepční. V průběhu soutěže byla porotci hodnocena velmi příznivě. U písně Summertime Simon Cowell pronesl, že je absolutně nejlepší soutěžící napříč všemi soutěži takového typu, kterého kdy slyšel; Sharon Osborneová zase chválila mimo jiné její rozsah, osobnost a „nedostatek uvědomění si toho, jak moc je ve skutečnosti dobrá“. Leona má rozsah 3,3 oktávy (C3-F#6).
Ihned po jejím vítězství, kdy ve finále porazila Raye Quinna z Liverpoolu, vydala singl Moment Like This, který se stal nejstahovanější písní na internetu (82 000 stažení během prvních 24 hodin; později rekord překonala Alexandra Burke). Její hit Bleeding Love z alba Spirit byl nejprodávanější singl roku 2008 a pronikl do všech světových hitparád a byl číslo 1 ve více než 30 zemích světa a pár týdnů dokonce vedla v prestižní hitparádě Billboard Hot 100, se kterým se stala první britskou zpěvačkou, která vedla USA žebříčku na prvním místě po dvaceti letech. Singlu Bleeding love se prodalo více než 9 milionů kusů po světě a stal se tak pátým nejprodávanějším singlem desetiletí. S jejím novým singlem Forgive Me jí pomohl světoznámý producent a zpěvák Akon, který píseň produkoval. Leona Lewis se vrátila do další řady britské soutěže X Factor, kde vystoupila jako host s písní Run, která se v Británii vyšplhala na 1. místo žebříčků. 10. listopadu 2008 vyhrála cenu World Music Award v kategorii nejlepší popová zpěvačka (Best Pop Female) a též nejlepší nový počin (Best New Act).

## Životopis a Kariéra

### 1985–2005
Leona se narodila v Londýně. Je dcerou Josiha "Joeho" Lewise a Marie Lewis. Má dva bratry: staršího Bradleyho a mladšího Kyla. Navštěvovala uměleckou školu Sylvia Young Theatre School a později Italia Conti Academy, Ravenscourt Theatre School a BRIT School for Performing Arts and Technology. V 17 letech se rozhodla opustit BRIT School a začít se věnovat své kariéře. V 18 letech získala hlavní roli v divadelní show v Paříži, roli se rozhodla odmítnout, poté co si udělala úraz zad při bruslení na ledě.
Nahrála demo nazvané Twillight. Album nebylo nikdy komerčně vydáno. Další demo album nahrané pod UEG Entertinment nazvané Best Kept Secret. Písnička z alba "Private Party" se stala hitem na hudební scéně v Londýně v roce 2005. Lewis řekla "Snažila jsem se získat nahrávací smlouvu, pracovala jsem velmi pilně, ale nikdy jsem žádnou nedostala, proto jsem se rozhodla jít na konkurz do X Factoru. Tyhle programy poskytují nejlepší místo pro nové talentované zpěváky".

### 2006: The X Factor a debutový singl
Leona se zúčastnila konkurzů do druhé série britské verze The X Factor, kdy před porotci Simonem Cowellem, Louisem Walshem, Sharon Osbourne a Paulou Abdul zpívala písničku "Over the Rainbow". Byla umístěna do dívčí kategorie, kterou mentoroval Cowell. Během soutěže byla přirovnávaná k Mariah Carey, Whitney Houston a Celine Dion. Leona se stala vítězen v prosinci roku 2006, kdy porazila Raye Quinna 60% hlasů diváků. Její vítězný singl, coververze Kelly Clarkson písničky "A Moment Like This" byl zveřejněn 17. prosince 2006. Ve Velké Británii lámal rekordy, stal se nejstahovanější písničkou, kdy se prodalo 50 000 kusů za méně jak 30 minut. Dostal se na vrchol britského žebříčku a za první týden se prodalo přes 571 000 kopií. Stal se druhým nejlépe prodávaným singlem Spojeného království v roce 2006.

### 2007-08:Spirita mezinárodní úspěch
V únoru 2007 podepsala kontrakt na pět alb s americkou nahrávací společností J Recrods. Písničky pro své debutové album nazvané Spirit nahrávala v Londýně, Miami, Los Angeles, New Yorku a v Atlantě. Bylo vydáno v listopadu 2007 a dostalo se na vrchol britské a irské hitparády a stalo se nejrychleji prodávaným v obou zemích a čtvrtým nejlépe prodávaným ve Spojených státech. V lednu 2008 bylo vydáno ve více zemích a stalo se číslem 1 na Novém Zélandu, v Rakousku, Austrálii, Německu, Jižní Africe a Švýcarsku.http://acharts.us/album/29761 Další dvě písničky byly nahrána v roce 2008 pro americkou verzi alba "Forgive Me", kterou produkoval Akon a "Missed Glass", produkovaný Maddem Scientistem. Ve Spojených státech bylo album vydáno v dubnu 2008 a umístilo se na prvním místě Billboard 200. Speciální edice Spirit byla vydána v listopadu 2008 v Evropě a zahrnovala písničky "Forgive Me", "Misses Glass" a cover verzi písničky "Run" od Snow Patrol. Album se stalo číslem jedna v britské hitparádě a získalo 9 platinových certifikací ve Spojeném království.
Její druhý singl "Bleeding Love" byl vydán v říjnu 2007 ve Velké Británii, kdy se prodalo 218 805 kopií za první týden a umístil se na prvním místě britské hitparády, kde se držel po sedm týdnů. Její třetí singl "Better in Time" byl vydán v březnu 2008, umístil se na druhém místě britského žebříčku a prodalo se ho 40 000 kopií za týden. Ve Spojených státech byl vydán jako druhý singl a umístil se na 11. místě Billboard Hot 100 žebříčku. "Forgive Me" byl vydán jako pátý singl v listopadu 2008 a umístil se na pátém místě britského žebříčku. "Run" byl vydán digitálně a umístil se na prvním místě a stal se nejrychleji prodávajícím se singlem, který byl prodáván digitálně, kdy se prodalo 69 244 kopií za dva dny. Její poslední singl "I Will Be" byl vydán v lednu 2009 pouze v Severní Americe, kde se umístil na 66. místě v žebříčku Billboard Hot 100. V srpnu 2008 vystoupila s písničkou "Whole Lotta Love" s kytaristou Jimmym Page z Led Zeppelin na závěrečném ceremoniálu letních olympijských her v Beijingu, kde reprezentovala Londýn, který hostoval další ročník.
V prosinci 2008 obdržela tři nominace na cenu Grammy. Byla nominovaná na čtyři BRIT Awards ceny. Vyhrála dvě ceny MOBO Awards za nejlepší album a nejlepší videoklip.

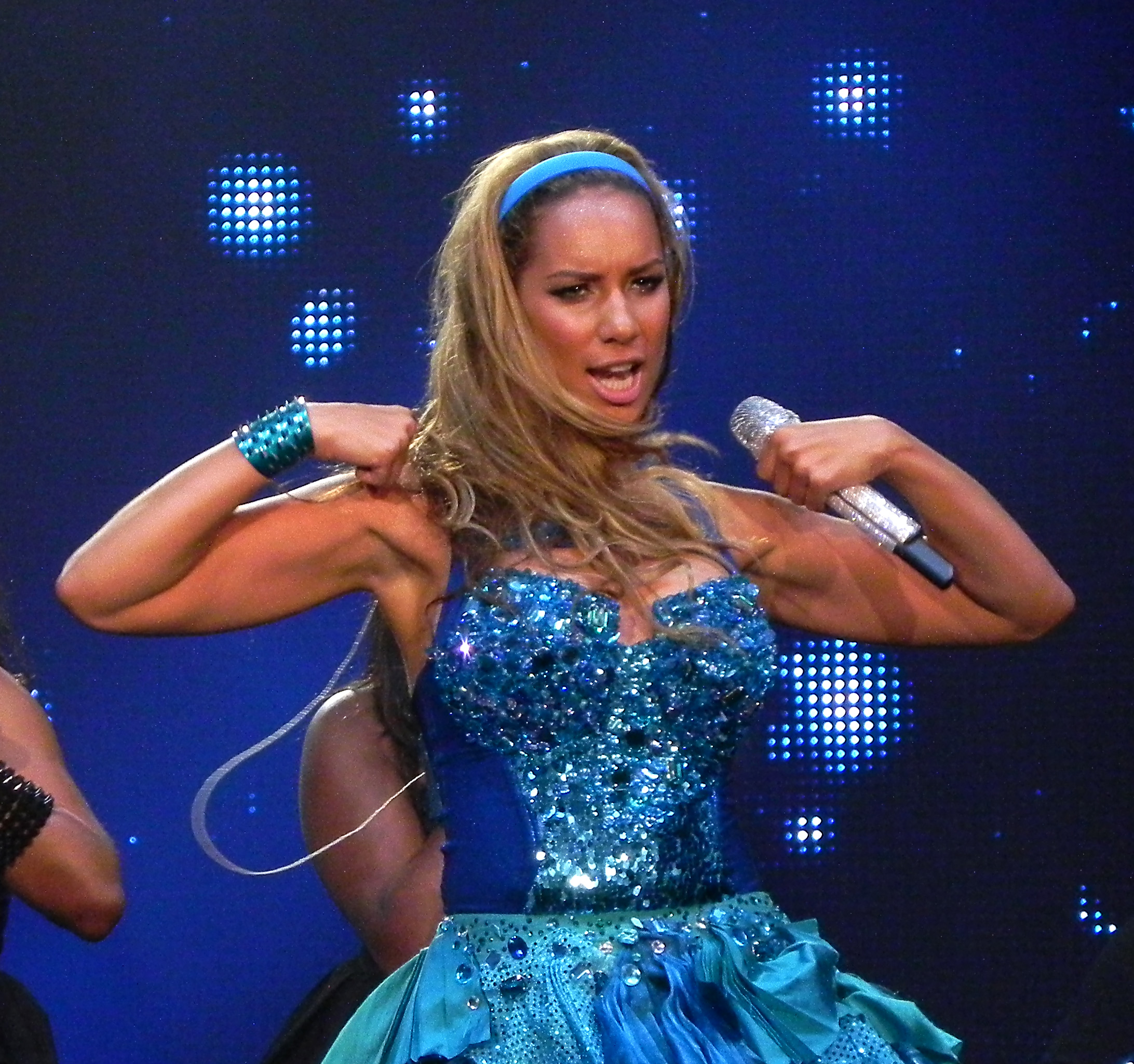
Leona na turné

### 2009-10Echoa The Labyrinth
Leony druhé album Echo bylo vydáno v listopadu 2009. Umístilo se na prvním místě britského žebříčku a v top 10 v Rakousku, Irsku a Švýcarsku. První singl "Happy" byl vydán 15. září 2009 a umístil se na druhém místě britského žebříčku a v top 10 v Rakousku, Belgii, Německu, Irsku, Japonsku a Švýcarsku. Nazpívala úvodní píseň ke sci-fi filmu Avatar "I See You". S písní byla nominovaná na cenu Zlatý glóbus. Spolupracovala na cover verzi songu "Everybody Hurts", který byl vydán na pomoc vybrání peněz na oběti hurikánu v Haiti. Druhý singl z alba Echo byl "I Got You", který byl vydán v únoru 2010. V dubnu 2010 nazpívala duet s italským zpěvákem Biagiem Anonaccim nazvaný "Unexpected". V lednu 2009 podepsala smlouvu na vydání autobiografie. Kniha byla nazvaná Dreams.
Na první turné nazvané The Labyrinth zazněly písničky jak z alba Spirit tak z Echa.

### 2011–2013:Hurt, Glassheart a Christmas, with Love
Začala pracovat na třetím albu nazvaném Glassheart, krátce poté co skončilo její turné The Labyrinth. Vydáno bylo v říjnu 2012. První singl "Collide" se umístil na čtvrtém místě v britské hitparádě. 9. prosince 2011 vydala EP nazvané Hurt: The EP, které obsahovala tři coververze. Vystoupila v americké verzi X Factoru. V srpnu 2012 oznámila, že hlavním singlem alba Glassheart bude písnička "Trouble", která byla vydána 7. října 2012. Umístila se na sedmém místě v britské hitparádě a album se umístilo na třetím místě. Druhý singl "Lovebird" se nedostalo do hitparády UK top 200, kvůli absenci podpory v rádiích.

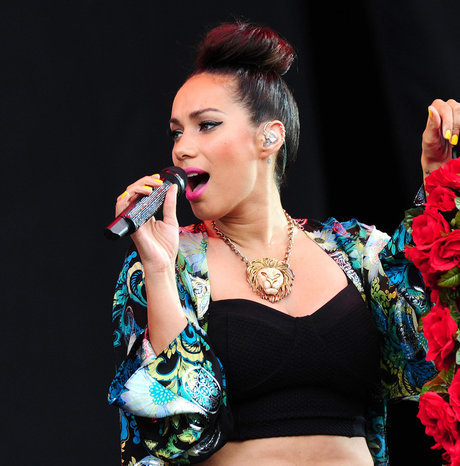
Leona v červnu 2012

V únoru 2013 opustila Modest Management a bylo oznámeno, že pracuje na čtvrté desce. V červenci 2013 oznámila, že její další album bude vánoční kolekce, skládající se z klasických a originálních písniček. Album nazvané Christmas, with Love bylo vydáno 2. prosince 2013 a hlavní singl "One More Sleep" byl vydán 5. listopadu 2013. S písničkou vystoupila v semi-finále desáté série X Factoru. Ten samý den se písnička umístila na 34. místě britské hitparády. Album debutovalo na 25. místě britské hitparády. O týden později se dostalo na 13. místo a písnička se dostala na 3. místě.

### 2014:Walking on Sunshine, nová smlouva
23. září 2013 bylo oznámeno, že si Leona zahraje ve filmu inspirovaném filmem z 80. let Holiday!. V únoru 2014 byl film přejmenován na Walking on Sunshine a byl zveřejněn 27. června 2014. Mezitím nahrála duet s Michaelem Boltonem "Ain't No Mountain High Enough". 3. června bylo oznámeno, že opouští Syco Music. Podepsala novou smlouvu s Island Records UK, kde se připojila k umělcům jako Robbie Williams, Drake, Nicki Minaj a Jessie J.
V současné době Lewis pracuje na svém pátém albu. Nahrávání započalo v lednu roku 2014. V prosinci Lewis sdílela na svém Facebooku úryvek z nové písně „Fire Under My Feet“, kterou ve videu zpívá živě. 14. dubna 2015 na londýnském vystoupení pro novináře a několik fanoušků potvrdila, že "Fire Under My Feet" bude pilotním singlem z pátého alba. Zanedlouho bylo také potvrzeno, že páté album se bude jmenovat "I Am".

## Alba
- Spirit (2007)
- Echo (2009)
- Glassheart (2012)
- Christmas, with Love (2013)

## Turné
- The X Factor Live Tour (2007)
- The Labyrinth (2010)
- Glassheart Tour (2013)
- I Am (2015)